# Liste des conseillers départementaux du Var
Pour un article plus général, voir Conseil départemental du Var.

## Composition du conseil départemental duVar(46 sièges)
Le conseil départemental du Var est composé de 46 conseillers départementaux représentant les 23 cantons du Var.
| Conseil départemental du Var         |       |       |      |
|                                      |       |       |      |
| Parti                                | Sigle | Sigle | Élus |
| Majorité (40 sièges)                 |       |       |      |
| Les Républicains                     |       | LR    | 26   |
| Divers droite                        |       | DVD   | 9    |
| Union des démocrates et indépendants |       | UDI   | 5    |
| Opposition (6 sièges)                |       |       |      |
| Front national                       |       | FN    | 6    |
| Président du conseil départemental   |       |       |      |
| Marc Giraud (LR)                     |       |       |      |

## Liste des conseillers départementaux desVar(2015-2021)
| Canton                        | Conseiller départemental | Parti | Parti | Qualité                                                                                          |
| ----------------------------- | ------------------------ | ----- | ----- | ------------------------------------------------------------------------------------------------ |
| Arrondissement de Brignoles   |                          |       |       |                                                                                                  |
| Brignoles                     | Chantal Lassoutanie      |       | LR    | Adjointe au Maire de Brignoles Directrice d'établissement scolaire                               |
| Brignoles                     | Jean Pierre Véran        |       | UDI   | Maire de Cotignac Président de l'association des Maires du Var                                   |
| Flayosc*                      | Nathalie Perez Leroux    |       | DVD   |                                                                                                  |
| Flayosc*                      | Louis Reynier            |       | DVD   | Maire de Montmeyan (2001-)                                                                       |
| Garéoult*                     | Jessica Hoet             |       | FN    |                                                                                                  |
| Garéoult*                     | Jacques Danvy            |       | FN    | Conseiller municipal de Brignoles Conseiller communautaire au Comté de Provence                  |
| Le Luc*                       | Christine Amrane         |       | UDI   | Maire de Collobrières Présidente du Syndicat mixte du Massif des Maures                          |
| Le Luc*                       | Dominique Lain           |       | LR    | Conseiller municipal du Luc Cadre supérieur                                                      |
| Saint-Cyr-sur-Mer*            | Andrée Samat             |       | LR    |                                                                                                  |
| Saint-Cyr-sur-Mer*            | Marc Lauriol             |       | LR    |                                                                                                  |
| Saint-Maximin-la-Sainte-Baume | Séverine Vincendeau      |       | DVD   | Adjointe au Maire de Rians                                                                       |
| Saint-Maximin-la-Sainte-Baume | Sébastien Bourlin        |       | UDI   | Maire de Pourrières                                                                              |
| Arrondissement de Draguignan  |                          |       |       |                                                                                                  |
| La Crau*                      | Patricia Arnould         |       | DVD   |                                                                                                  |
| La Crau*                      | Marc Giraud              |       | LR    | Président du Conseil départemental (2015-)                                                       |
| Draguignan                    | Marie Rucinski-Becker    |       | LR    | Directrice d'un organisme de formation professionnelle                                           |
| Draguignan                    | Jean-Bernard Miglioli    |       | LR    | Cadre de la Fonction publique territoriale                                                       |
| Flayosc*                      | Nathalie Perez Leroux    |       | DVD   |                                                                                                  |
| Flayosc*                      | Louis Reynier            |       | DVD   | Maire de Montmeyan (2001-)                                                                       |
| Fréjus                        | Julie Lechanteux         |       | FN    | Adjointe au Maire de Fréjus Agent immobilier                                                     |
| Fréjus                        | Richard Sert             |       | FN    | Premier adjoint au Maire de Fréjus Ingénieur                                                     |
| Le Luc*                       | Christine Amrane         |       | UDI   | Maire de Collobrières Présidente du Syndicat mixte du Massif des Maures                          |
| Le Luc*                       | Dominique Lain           |       | LR    | Conseiller municipal du Luc Cadre supérieur                                                      |
| Roquebrune-sur-Argens         | Josette Mimouni          |       | DVD   |                                                                                                  |
| Roquebrune-sur-Argens         | François Cavallier       |       | LR    |                                                                                                  |
| Saint-Raphaël                 | Françoise Dumont         |       | LR    |                                                                                                  |
| Saint-Raphaël                 | Guillaume Decard         |       | LR    |                                                                                                  |
| Sainte-Maxime                 | Muriel Lecca-Berger      |       | DVD   |                                                                                                  |
| Sainte-Maxime                 | Alain Benedetto          |       | LR    |                                                                                                  |
| Vidauban                      | Françoise Legraien       |       | LR    | Adjointe au Maire du Muy                                                                         |
| Vidauban                      | Claude Pianetti          |       | LR    | Maire de Vidauban (1995-) Entrepreneur de pompes funèbres                                        |
| Arrondissement de Toulon      |                          |       |       |                                                                                                  |
| La Crau*                      | Patricia Arnould         |       | DVD   |                                                                                                  |
| La Crau*                      | Marc Giraud              |       | LR    | Président du Conseil départemental (2015-)                                                       |
| La Garde                      | Valérie Rialland         |       | UDI   | Adjointe au Maire du Pradet                                                                      |
| La Garde                      | Jean-Louis Masson        |       | LR    |                                                                                                  |
| Garéoult*                     | Jessica Hoet             |       | FN    |                                                                                                  |
| Garéoult*                     | Jacques Danvy            |       | FN    | Conseiller municipal de Brignoles Conseiller communautaire au Comté de Provence                  |
| Hyères                        | Véronique Bernardini     |       | LR    | Adjointe au Maire d'Hyères                                                                       |
| Hyères                        | Francis Roux             |       | UDI   | Premier adjoint au Maire d'Hyères                                                                |
| Le Luc*                       | Christine Amrane         |       | UDI   | Maire de Collobrières Présidente du Syndicat mixte du Massif des Maures                          |
| Le Luc*                       | Dominique Lain           |       | LR    | Conseiller municipal du Luc Cadre supérieur                                                      |
| Ollioules                     | Laetitia Quilici         |       | LR    | Adjointe au Maire de Bandol Docteur en chimie                                                    |
| Ollioules                     | Dominique Lain           |       | DVD   | Maire de Sanary-sur-Mer Chirurgien-dentiste                                                      |
| Saint-Cyr-sur-Mer*            | Andrée Samat             |       | LR    |                                                                                                  |
| Saint-Cyr-sur-Mer*            | Marc Lauriol             |       | LR    |                                                                                                  |
| La Seyne-sur-Mer-1            | Virginie Sanchez         |       | FN    | Conseillère municipale de La Seyne-sur-Mer                                                       |
| La Seyne-sur-Mer-1            | Damien Guttierez         |       | ex-FN | Conseiller municipal de La Seyne-sur-Mer Conseiller communautaire à Toulon Provence Méditerranée |
| La Seyne-sur-Mer-2            | Nathalie Bicais          |       | LR    |                                                                                                  |
| La Seyne-sur-Mer-2            | Joseph Mulé              |       | LR    |                                                                                                  |
| Solliès-Pont                  | Véronique Baccino        |       | LR    |                                                                                                  |
| Solliès-Pont                  | Bruno Aycard             |       | LR    | Maire de Belgentier                                                                              |
| Toulon-1                      | Manon Fortias            |       | DVD   |                                                                                                  |
| Toulon-1                      | Robert Cavanna           |       | LR    |                                                                                                  |
| Toulon-2                      | Valérie Mondone          |       | DVD   |                                                                                                  |
| Toulon-2                      | Michel Bonnus            |       | LR    |                                                                                                  |
| Toulon-3                      | Hélène Audibert          |       | LR    | Adjointe au Maire de Toulon                                                                      |
| Toulon-3                      | Thierry Albertini        |       | LR    | Adjoint au Maire de La Valette-du-Var                                                            |
| Toulon-4                      | Caroline Depallens       |       | LR    |                                                                                                  |
| Toulon-4                      | Jean-Guy Di Giorgio      |       | LR    |                                                                                                  |

*Cantons sur plusieurs arrondissements